# Планетарий Адлера
Планетарий и астрономический музей Адлера (англ. Adler Planetarium & Astronomy Museum) находится в г. Чикаго, штат Иллинойс. Это первый планетарий, открытый в Западном полушарии. Планетарий основал в 1930 г. филантроп Макс Адлер (1866—1952) при участии первого директора планетария, американского астронома Филипа Фокса. Расположенный на Северном острове Чикаго, планетарий входит в состав Музейного кампуса Чикаго наряду с Аквариумом Шедда и Музеем естественной истории им. Филда.
В 1987 г. причислен к Национальным историческим достопримечательностям.

## Театр
В планетарии имеется три театра с небесными сферами. Цейссовский проектор планетария способен точно воспроизводить все перемещения на небесной сфере. В 1999 г. планетарий расширил помещения, установив дополнительно театр с полностью цифровым изображением на куполе под управлением программы en:DigitalSky 2.
Рядом с планетарием установлено несколько скульптур. Одна из них, автором которой является Генри Мур — это скульптура «Человек выходит в космос», а вторая — неоклассическое изображение астронома Николая Коперника, копия известной статуи XIX века скульптора Бертеля Торвальдсена в Варшавских Королевских банях.

## Новый проектор и президентская кампания 2008 года
В ходе вторых дебатов во время президентской кампании 2008 г. кандидат от республиканцев Джон Маккейн критиковал Барака Обаму за желание выделить финансирование в размере 3 млн долларов на покупку нового проектора для планетария. Используемый в настоящее время проектор Zeiss Mark VI изготовлен в 1960-е гг. и более не поддерживается производителем, фирмой Carl Zeiss AG. В связи с этим Планетарий Адлера обратился за помощью к шести конгрессменам и двум сенаторам от Иллинойса за помощью в получении федеральных фондов на различные проекты. Ассигнования на покупку проектора выделены не были.

## Галерея изображений
- Планетарий и астрономический музей Адлера
- Вид снаружи
- Вид снаружи
- Вид снаружи
- Вид снаружи
- Памятник "Человек выходит в космос"
- Планеты
- Метеорит
- Галерея Size Wise (сравнение размеров небесных тел)
- Выставка
- Небесная сфера Этвуда
- Проектор
- Плакат 1939 года